# Валіра (річка)
Валіра (кат. La Valira) — піренейська річка в Андоррі, основний гідрологічний об'єкт країни, в нижній течії протікає землями Каталонії.
Басейн Валіри займає практично всю територію Андорри, простягаючись з півночі на південь. Течія річки Y-подібної форми утворює злиттям на території громади Ескальдес-Енгордань двох рукавів: Північної Валіри (кат. Valira del Norte, деколи Валіра д’Ордіно), що бере початок на північному заході країни в Ла-Массані, і Східної Валіри (кат. Valira del Orient, також Валіра д’Енкамп), звідки вважається витік Великої Валіри (кат. Gran Valira) — основного русла річки.
Гирло Валіри розташоване в районі Ла-Сеу-д'Уржель при її впадінні в річку Сегре, яка в свою чергу, є притокою річки Ебро.
Притока Валіри — Руне є природним кордоном між Андоррою та іспанською територією району Альт-Уржель.
Незважаючи на статус основної водойми країни, інтенсивний розвиток Андорри призвів до того, що береги річки та її приток, як найдоступніші для забудови землі, піддавались бетонуванню та забудовою нерухомостю, що не могло не призвести до погіршення екологічного стану річки, якій подекуди завдано незворотної шкоди.